# Monastère de Stavroniketa
Le monastère de Stavronikita (en grec moderne : Μονή Σταυρονικήτα, Moní Stavronikíta) est un des vingt monastères orthodoxes de la communauté monastique du mont Athos, dont il occupe la 15e place dans le classement hiérarchique.
Situé au centre-est de la péninsule, il est dédié à saint Nicolas de Myre, fête votive le 6 décembre (19 décembre).
L'origine du nom n'est pas clairement établie. Il pourrait être une contraction des noms de deux moines, Stávros et Nikítas, ou dériver du nom d'un fondateur hypothétique.
En 1990, il comptait une trentaine de moines.

## Histoire
La date de fondation du monastère est inconnue, mais il semble probable qu'elle remonte au moins au début du XIe siècle.

## Patrimoine artistique

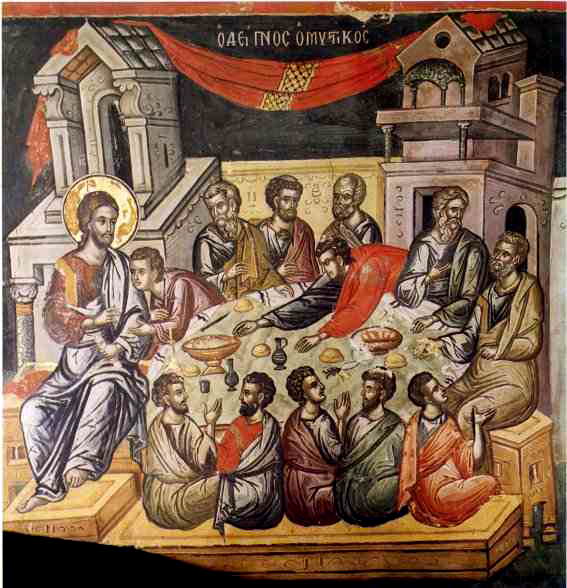
La Cène, fresque de Théophane le Crétois.

Le catholicon de Stavronikita est le plus petit de tous les monastères athonites. Il est dédié à saint Nicolas, et a été construit au XVIe siècle sur l'emplacement d'une église plus ancienne dédiée à la Theotokos (c'est-à-dire la Vierge Marie). Le catholicon est décoré de fresques et d'une iconostase de Théophane le Crétois.